# Barics Adalbert
Barics Adalbert (vagy Barits Adalbert, Barits Béla) (Újvidék, 1742 – Bécs, 1813. december 10.) jogász, egyetemi tanár.

## Élete
Jogi és politikai tanulmányait Bécsben végezte; ugyanazokat tanította 1769-ben Varasdon, három év múlva Zágrábban, négy év múlva Győrött; 1777 novemberében a Budai Tudományegyetemhez nevezteték ki, ahol az államtörténetet adta elő. 1784-től pedig a Pesti Egyetemen az európai statisztikát tanította. 1764–1765-ben jelen volt a pozsonyi országgyűlésen; innen a Hétszemélyes Táblához jött jegyzőnek. 1786-ban rektor volt az egyetemen. 1804-ben Bécsben nyugalomba vonult.

## Munkái
1. Scriptorum ex regno Slavoniae a seculo XIV. usque ad XVII. inclusive collectio ex praelectionibus. Varasdini, 1774.
2. Die gewöhnliche Krönungsfeyer der ungarischen Könige und Königinnen. Pest, 1790. (Magyarúl Uo. 1790. Lambach Ede ford.)
3. Dissertatio statistica de potestate exsequente regis Angliae. H. n., 1790. (Névtelenül. Magyarúl Nagy-Szebenben, németűl Pesten jelent meg 1790-ben Srogh Sámuel által kiadva.)
4. Conspectus regiminis formae regnorum Angliae et Hungariae. H. n., 1790. (Névtelenül. 2. kiadásban ugyanazon évben.)
5. Dissertatio statistica de forma legali regiminis hungarici. (Kassa), 1790. (Névtelenül. 2. kiadása ugyanazon évben.)
6. Nonnihil de educatione juventutis scolasticae et studiorum reformatione in ditionibus Pannonicis. Pampelonae, 1792. (Névtelenűl.)

Kéziratban: Europa statisztikája 1792-ből: Introductio in statisticam címmel az Országos Széchényi Könyvtárban.